# Lucilina variegata
Lucilina variegata är en blötdjursart som först beskrevs av Hugo Frederik Nierstrasz 1905.  Lucilina variegata ingår i släktet Lucilina och familjen Chitonidae. Inga underarter finns listade i Catalogue of Life.